# Meriania calophylla
Meriania calophylla är en tvåhjärtbladig växtart som först beskrevs av Adelbert von Chamisso, och fick sitt nu gällande namn av José Jéronimo Triana. Meriania calophylla ingår i släktet Meriania och familjen Melastomataceae. Inga underarter finns listade i Catalogue of Life.